# Axial (vulcão submarino)
Axial é um vulcão submarino localizado na costa do Oregon, nos Estados Unidos.